# Haworthia blackburniae
Haworthia blackburniae es una especie de planta suculenta perteneciente a la familia Xanthorrhoeaceae. Es originaria de Sudáfrica.

## Descripción
Es una planta suculenta perennifolia que alcanza un tamaño de 0.06 - 0.26 m de altura. Se encuentra a una altitud de 500 - 795 metros en Sudáfrica.

## Taxonomía
Haworthia blackburniae fue descrita por Winsome Fanny Barker y publicado en Journal of South African Botany 3: 93, en el año 1937.
Variedades aceptadas
- Haworthia blackburniae var. derustensis M.B.Bayer
- Haworthia blackburniae var. graminifolia (G.G.Sm.) M.B.Bayer[4]